# Пакистансько-хорватські відносини
Пакистансько-хорватські відносини (урду پاکستانی کروشین تعلقات, хорв. pakistansko-hrvatski odnosi) — історичні та поточні двосторонні відносини між Пакистаном і Хорватією. Обидві держави підтримують дружні відносини.
Інтереси Пакистану представляє в Хорватії пакистанське посольство в Боснії і Герцеговині, розташоване в Сараєві, та почесне консульство в Загребі, а Хорватію у Пакистані представляє хорватське посольство в Ірані (в Тегерані) та почесне консульство в Карачі.

## Історія
Пакистан визнав незалежну Хорватію 11 травня 1992 року і встановив із нею дипломатичні відносини 20 липня 1994 року.
Пакистан брав участь у започаткованій у січні 1996 року миротворчій операції ООН на території відірваної від Хорватії Республіки Східна Славонія, Бараня і Західний Срем (UNTAES), а у 2005—2007 роках хорватський генерал Драгутін Репінц очолював місію спостерігачів (UNMOGIP) на спірному кордоні між Індією та Пакистаном у Кашмірі.
28 серпня 2000 обидві держави підписали угоду про торгівлю та економічну співпрацю між урядом Пакистану та урядом Хорватії. Товарообмін між двома країнами незначний. Над зміцненням торговельних відносин активно працює посольство Хорватії в Ірані.
Торгівля між Хорватією та Пакистаном неухильно зростає, що показує щорічне збільшення пакистанського експорту до Хорватії на 7,71 відсотка, а хорватського експорту до Пакистану — на 4 %. Упродовж 26 років експорт Хорватії до Пакистану зріс у річному обчисленні на 4,07%, з 1,93 млн доларів США у 1995 році до 5,45 млн доларів США у 2021 році, а експорт Пакистану в Хорватію зріс у річному обчисленні на 7,71%, з 2,11 млн доларів у 1995 році до 14,6 млн доларів у 2021 році. Основними виробами, які Хорватія експортувала в Пакистан у 2021 році, був спеціальний транспорт ($1,77 млн), нагрівальне обладнання ($749 тис.) та осцилографи ($660 тис.). Основною продукцією, що Пакистан експортував до Хорватії у 2021 році, була постільна і столова білизна ($7,46 млн), шкіряний одяг ($1,46 млн) та легкі бавовняні тканини ($1,04 млн).